# Earl of Kingston-upon-Hull

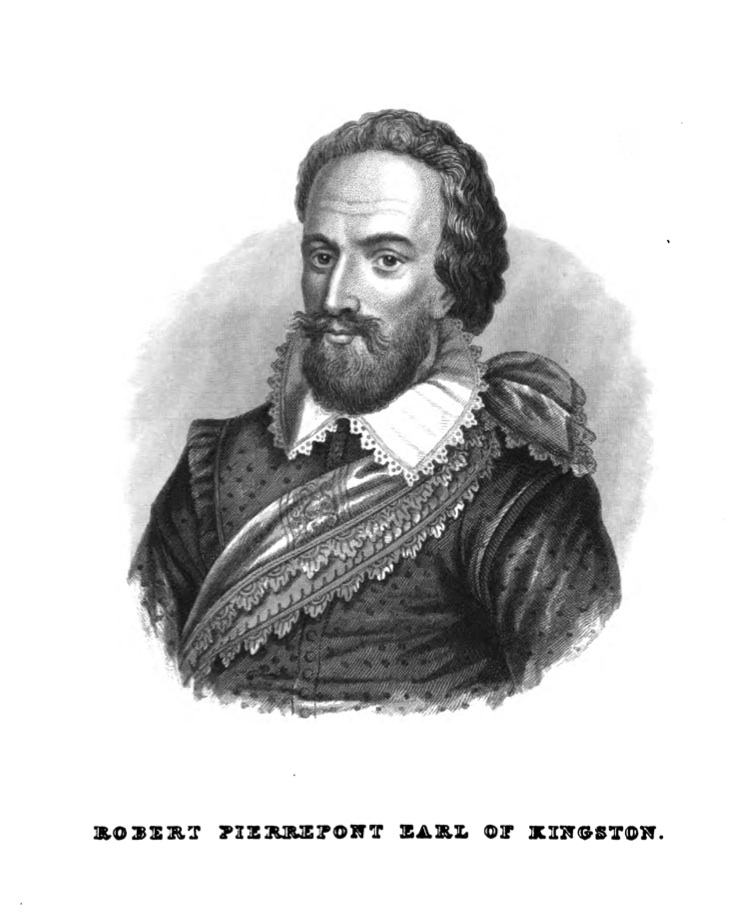
Robert Pierrepont, 1. Earl of Kingston-upon-Hull

Wappen der Earls of Kingston-upon-Hull

Earl of Kingston-upon-Hull war ein erblicher britischer Adelstitel in der Peerage of England. Der Titel ist nach der Stadt Kingston upon Hull in Yorkshire benannt.
Familiensitz der Earls waren Holme Pierrepont Hall in Holme Pierrepont und Thoresby Hall in Budby, beide in Nottinghamshire.

## Verleihung
Der Titel wurde am 25. August 1628 für Robert Pierrepont, 1. Baron Pierrepont geschaffen. Zusammen mit dem Earldom war ihm der nachgeordnete Titel Viscount Newark verliehen worden. Bereits am 29. Juni 1627 war er in der Peerage of England zum Baron Pierrepont erhoben worden.
Dessen ältester Sohn, der spätere 2. Earl, erbte bereits am 11. Januar 1641 durch Writ of Acceleration vorzeitig den Titel 2. Baron Pierrepont, erbte 1643 auch die übrigen Titel seines Vaters und wurde 1645 in der Peerage of England zum Marquess of Dorchester erhoben. Seine beiden Söhne starben vor ihm, weshalb das Marquessate bei seinem Tod am 8. Dezember 1680 erlosch. Das Earldom und die übrigen Titel fielen an seinen Großneffe Robert Pierrepont als 3. Earl.
Der 5. Earl wurde in der Peerage of Great Britain am 23. Dezember 1706 zum Marquess of Dorchester und am 10. August 1715 zum Duke of Kingston upon Hull erhoben. Beim kinderlosen Tod seines Enkels, des 2. Dukes, am 23. September 1773 erloschen alle genannten Titel.

## Liste der Earls of Kingston-upon-Hull (1628)
- Robert Pierrepont, 1. Earl of Kingston-upon-Hull (1584–1643)
- Henry Pierrepont, 1. Marquess of Dorchester, 2. Earl of Kingston-upon-Hull (1607–1680)
- Robert Pierrepont, 3. Earl of Kingston-upon-Hull (um 1660–1682)
- William Pierrepont, 4. Earl of Kingston-upon-Hull (um 1662–1690)
- Evelyn Pierrepont, 1. Duke of Kingston upon Hull, 5. Earl of Kingston-upon-Hull (1665–1726)
- Evelyn Pierrepont, 2. Duke of Kingston upon Hull, 6. Earl of Kingston-upon-Hull (1711–1773)